# 王锡恩 (1872年)
王锡恩（1872年—1932年），字泽普，男，山东益都人，中国天文算学家，曾任齐鲁大学天文算学系系主任兼天文台台长。